# Harry Heiner
Harry Heiner (* 16. September 1931; † 12. September 1968) war ein deutscher Fußballspieler. Er spielte in den 1950er Jahren in Gera, Jena und Hannover Erstligafußball. 

## Sportliche Laufbahn
Seine Laufbahn im höherklassigen Fußball begann Harry Heiner im Alter von 20 Jahren bei der Betriebssportgemeinschaft BSG Motor Gera in der DDR-Oberliga, der höchsten Spielklasse im DDR-Fußball. Nach nur zwei Oberligaspielen am Ende der Saison 1950/51 wurde er vom 6. Spieltag der Saison 1951/52 fast regelmäßig im Mittelfeld aufgeboten und schoss am 31. Spieltag beim Geraer Heimspielsieg gegen Stahl Thale sein erstes Oberligator.
Zur Saison 1952/53 schloss sich Heiner dem Oberliganeuling und Lokalrivalen Motor Jena an. In Jena wurde er sofort wieder Stammspieler und kam in seinen drei Spielzeiten bei der BSG Motor in den insgesamt 84 ausgetragenen Punktspielen auf 79 Einsätze, in denen er hauptsächlich als rechter Verteidiger aufgeboten wurde. Da die Jenaer bereits nach einer Saison wieder aus der Oberliga abstiegen, bestritt Heiner für Jena nur 32 Oberligaspiele. Dabei erzielte er in der Partie Motor Jena – Motor Dessau beim 4:0-Sieg das zweite Oberligator seiner Karriere. In allen drei Spielzeiten bei Motor Jena erzielte er zusammen acht Punktspieltore. Allein sechs Tore schoss er in der Saison 1954/55, wobei er sich viermal als sicherer Elfmeterschütze auszeichnete. 1953 und 1954 bestritt Heiner mit der Auswahl der Sportvereinigung Motor mehrere internationale Freundschaftsspiele, in denen er als Abwehrspieler eingesetzt wurde. Außerdem stand er 1954 im Vorbereitungskader der DDR-Nationalmannschaft für ein Länderspiel gegen Polen, bei dem er jedoch nicht eingesetzt wurde. 
Nach dem Ende der Saison 1954/55 verließ Heiner die DDR und nahm Verhandlungen mit dem Oberligisten (I. Liga) Hannover 96 auf. Kurz vor Vertragsabschluss wechselte er jedoch zum TSV Havelse in die Amateuroberliga Niedersachsen (II. Liga). Nach einem Jahr Zweitklassigkeit wurde der TSV wegen Statutenverstoßes in die drittklassige Amateurliga zurückgestuft. Zur Saison 1957/58 kam es schließlich zum Vertragsabschluss mit Hannover 96, wo Heiner drei Spielzeiten lang hauptsächlich als Mittelfeldspieler aktiv war. In seiner ersten Hannoveraner Saison wurde er ab dem 7. Spieltag relativ regelmäßig eingesetzt und kam am Ende auf 16 Einsätze in der 32 währenden Saison. In den beiden folgenden Spielzeiten kam er nur noch fünf bzw. viermal zum Einsatz. Insgesamt bestritt Heiner er in der Oberliga Nord 25 Spiele und kam nur einmal zu einem Torerfolg. Im Sommer 1960 beendete er 29-jährige seine Laufbahn im höherklassigen Fußball.  